# Manfreda variegata
Manfreda variegata là một loài thực vật có hoa trong họ Măng tây. Loài này được (Jacobi) Rose mô tả khoa học đầu tiên năm 1903.